# Amadou Vamoulké
Amadou Vamoulké est un journaliste de télévision au Cameroun. Il a dirigé la chaîne de télévision nationale CRTV.

## Biographie

### Enfance, formation et débuts
Amadou Vamoulké est né le 10 février 1950 à Garoua. Il est massa et originaire du Mayo Danay. Il obtient le Baccalauréat série A4 en 1971. Admis à l'Esijy, il en sort diplômé en 1974.

### Carrière

#### Journaliste
Licencié en journalisme, il est admis à la rédaction de Cameroon Tribune où il fait ses classes comme reporter à la rubrique étranger. Il devient rédacteur en chef en 1981.
Il signe le premier éditorial post coup d’État manqué du 6 Avril 1984. La même année, il devient directeur de l’imprimerie nationale. Il entre dans le secteur privé en 1994 pour co-diriger la Sitabac hors de la fonction publique.
Il est, pendant les années glorieuses, lors des excédents budgétaires de 20 milliards de FCFA, le conseiller spécial puis directeur de l’administration de la logistique, des ressources humaines et le compagnon de voyage de James Onobiono lors des  forums économiques comme celui de Davos.

#### Directeur de la Crtv
Nommé par décret de Paul Biya directeur général de la CRTV en 2005, Amadou Vamoulké remplace Gervais Mendo Ze qui a dirigé la radio et télévision nationale du Cameroun depuis 1988. Il est chargé de poursuivre la réforme de la CRTV et terminer le passage à la télévision numérique terrestre.

### Vie politique et associative
Amadou Vamoulké est un membre du comité central Rdpc depuis 1985. Il est le premier président de l’Union de journalistes du Cameroun en 1996.

### Affaires judiciaires et prison
Le 21 décembre 2022, il est condamné à 12 ans de prison et 76 000 dollars d'amende,. Le 28 août 2024, il est condamné à vingt ans de prison, pour « détournement de fonds publics ».